# Douglass Cadwallader
Douglass Pope Cadwallader (* 29. Januar 1884 in Springfield, Illinois; † 7. Februar 1971 in Minneapolis, Minnesota) war ein US-amerikanischer Golfer.

## Biografie
Douglass Cadwallader spielte Golf im Springfield Country Club.
Bei den Olympischen Spielen 1904 in St. Louis waren beim Mannschaftswettkampf nur zwei Mannschaften gemeldet. Kurzerhand schlossen sich zehn Spieler zusammen und gingen als United States Golf Association an den Start. Diese Mannschaft, der auch Cadwallader angehörte, gewann die Bronzemedaille. Cadwallader fungierte dabei als Organisator und Kapitän der Mannschaft. Im Einzel hingegen schied er in der ersten Runde gegen Ralph McKittrick aus.